# Calymmodon curtus
Calymmodon curtus är en stensöteväxtart som beskrevs av Barbara S. Parris. Calymmodon curtus ingår i släktet Calymmodon och familjen Polypodiaceae. Inga underarter finns listade.